# Сіретські скелі
Сіре́тські ске́лі — геологічна пам'ятка природи місцевого значення в Україні. Розташована в межах Вижницького району Чернівецької області, на південь від центральної частини смт Берегомет і на схід від села Заріччя. 
Площа 11,7 га. Статус надано згідно з рішенням 20-ї сесії обласної ради IV скликання від 28.04.2005 року № 66-20/05. Перебуває у віданні ДП «Берегометське лісомисливське господарство» (Долішньо-Шепітське л-во, кв. 2, вид. 16-19). 
Статус надано для збереження частини лісового масиву з мальовничими скелями заввишки бл. 30 м, які утворилися з пісковиків ямненської світи. Є цікаві форми вивітрювання та спалео-карстові утворення. 
Скелі розташовані на горі Малий Стіжок, що в межах гірського масиву Покутсько-Буковинські Карпати.